# Tierra de Campos
Tierra de Campos è una comarca della Spagna, classificata anche come regione naturale, che si estende nella comunità autonoma di Castiglia e León ed in particolare nelle provincie di León, Zamora, Valladolid e Palencia.